# Stadtturm Schwanenstadt

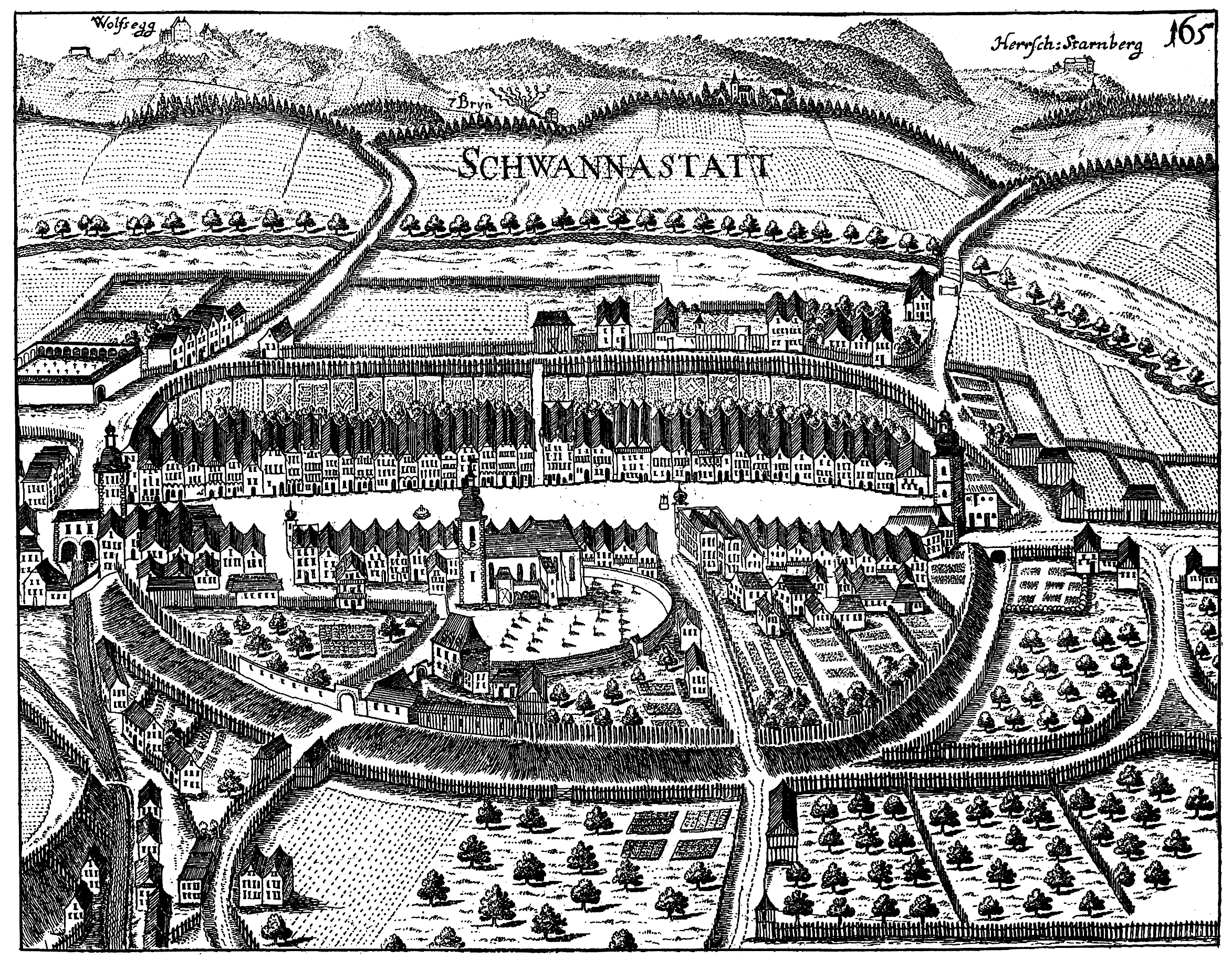
Schwanenstadt nach einem Stich von Georg Matthäus Vischer von 1674

Der Stadtturm Schwanenstadt steht als Oberer Turm am Ausgang des Hauptplatzes Richtung Salzburg in der Stadtgemeinde Schwanenstadt im Bezirk Vöcklabruck von Oberösterreich. Der Wehrturm der ehemaligen Stadtbefestigung steht unter Denkmalschutz (Listeneintrag).

## Geschichte
Wie man auf einem Stich von Georg Matthäus Vischer sehen kann, besaß Schwanenstadt 1674 zwei Stadttürme, die den Marktplatz abschlossen. Diese Türme waren dreigeschoßig, jeweils mit einem Zwiebelturm und einer Laterne gedeckt. Die Türme waren der feste Bestandteil der Stadtbefestigung. Die Stadtmauer bestand sonst nur aus einer Palisadenwallanlage und nur teilweise aus festem Mauerwerk. 
Der Untere Turm sperrte die Straße nach Linz. In ihm wohnten die Stadtwächter und die Türmer. Dieser Turm wurde 1846 abgebrochen.
Der Obere Turm, der die Straße nach Salzburg sperrte, ist heute noch erhalten. In dem Turm wohnten der Mautner und die Nachtwächter. Der Turm wurde mehrmals durch Hochwasser des Hinterbaches beschädigt und stürzte 1732 ein, aber er wurde danach wieder aufgebaut. Auch bei dem Stadtbrand von 1815 wurde der Turm beschädigt, aber dann nochmals aufgebaut. 1903 wurde der Turm mit einer gewölbten Durchfahrt versehen, die 1949 erweitert wurde.
Heute befindet sich in dem Turm die Stadtturmgalerie.

## Architektur
Der Turm ist heute ein massiger viergeschoßiger Torbau mit zwei Satteldächern. Auf dem dazwischen liegenden Giebel befindet sich eine Uhr. An der Südwest-Front Richtung Salzburg ist ein Schwan angebracht, das frühere Stadtwappen, ebenso das gegenwärtige Stadtwappen, von Otmar Hillitzer. aus Gmunden 1961, gestaltet als Mosaik. Auch auf der zum Stadtplatz weisenden Seite befindet sich ein Stadtwappen.